# Ana Romero Masiá
Ana Romero Masiá (Santiago de Compostela, 1952) é uma arqueóloga, historiadora e escritores espanhola, focada na história da Corunha. É membro correspondente da Real Academia Galega e diretora do Instituto José Cornide de Estudos da Corunha.

## Biografia
Masiá nasceu na cidade Santiago de Compostela, em 1952; casou-se com José Manuel Pose Mesura, com quem teve uma filha chamada Ana Pose Romero. Se licenciou em Filosofia e Letras pela Universidade de Santiago de Compostela. Foi professora de historia e geografia do Instituto Eusébio da Guarda. Entre 1980 e 1989, liderou as escavações arqueológicas do Forte do Borneiro. Publicou diversas obras referente à história de Galiza em diferentes épocas. Se tornou membro da Real Academia Galega, em 2022; e diretora do Instituto José Cornide de Estudos da Corunha, em 2023.

## Obras

### Autora
- 1976 - El habitat castreño asentamientos y arquitectura de los castros del N.O. peninsular.[6]
- 1986 - Catalogación arqueolóxica da ría de Ferrol.[6]
- 1987 - Castro de Borneiro campañas 1983-84.[6]
- 1988 - Galicia nos textos clásicos.[6]
- 1991 - Ciudad y torre Roma y la Ilustración en La Coruña.[6]
- 1994 - Historia do mundo contemporáneo.[6]
- 1995 - Coruña.[6]
- 1995 - Diccionario de termos de arqueoloxía e prehistoria.[6]
- 1997 - A fábrica de tabacos da Palloza producción e vidad laboral na decan a das fábricas coruñesas.[6]
- 1997 - Galicia CC.SS. xeografía e historia: segundo curso de Bacharelato.[6]
- 2000 - Salgadeiras e conserveiras de pescado en Galicia evolución histórica e o traballo das mulleres.[6]
- 2003 - Severino Chacón: lider sindical do mundo do tabaco.[6]
- 2005 - A Coruña liberal, 1808-1874.[6]
- 2005 - O orballo da igualdade asociacionismo feminino progresista na cidade da Coruña.[6]
- 2011 - A Coruña medieval, 1208-1516.[6]
- 2011 - Xaime Quintanilla Martínez: vida e obra dun socialista e galeguista ao servizo da República.[6]
- 2014 - María Barbeito: unha vida ao servizo da escola e dos escolares (1880-1970).[6]
- 2017 - Entre a protección e o control: as espontaneadas da Coruña e Ferrol (1750-1800).[6]
- 2022 - A voz das últimas cigarreiras coruñesas: lembranzas dun tempo ido.[6]
- 2022 - Mercedes Tella Comas (1868-1934): mestra e directora da Escola Normal de Mestras da Coruña.[6]

### Coautora
- 1986 - Traballos prácticos de xeografía.[6]
- 1989 - Camiños de Ferrolterra mancomunidade de Ferrol (Ares, Fene, Ferrol, Mugardos, Narón, Valdoviño).[6]
- 1990 - Ferrol a través dos textos históricos e literarios.[6]
- 1993 - Brigantium, a orixe dunha cidade.[6]
- 1995 - Referencias periodísticas, históricas e literarias sobre a cidade de Ferrol.[6]
- 2001 - Republicanismo coruñés aproximación histórica e selección documental, 1868-1936.[6]
- 2003 - Germinal Centro de Estudios Sociais (Cultura Obreira na Coruña, 1902-1936).[6]
- 2004 - Historia contemporánea e cine modelos de aproveitamento didáctico.[6]
- 2004 - Historia de España selección documental.[6]
- 2007 - La ruta del sol, Santiago Casares Quiroga "Aurea dicta": frases seleccionadas de artículos, entrevistas, cartas, mítines y discursos parlamentarios (1909-1936).[6]
- 2011 - A Coruña dos Austrias, 1516-1700.[6]
- 2011 - A Coruña na época da Ilustración, 1700-1808.[6]
- 2016 - Historia de España : segundo curso de Bacharelato.[6]
- 2017 - Crónica dos inicios da Agrupación Socialista da Coruña, 1891-1904.[6]
- 2020 - A voz de Santiago Casares Quiroga : documentos para a súa autobiografía, 1884-1931.[6]
- 2021 - A Coruña, baluarte da liberdade, 1820-1823.[6]

## Prêmios
- I Premio de Investigación de la Fundación Luis Tilve (obra: Severino Chacón: lider sindical do mundo do tabaco).[1]
- Premio de Investigación e Divulgación Histórica (copremiada, obra: Xaime Quintanilla Martínez. Vida e obra dun socialista e galeguista ao servizo da República).[1]